# クラシエ
クラシエ株式会社（英: Kracie, Ltd.）は、東京都港区に本社を置き、日用品、漢方薬を中心とした医薬品、食品などの製造・販売を行う企業で、ホーユー株式会社を傘下に持つ朋友ホールディングス株式会社の完全子会社である。
元々は旧カネボウ株式会社から分離・独立した事業のうち、日用品・医薬品・食品の各事業を統括するコーポレート機能を担う持株会社のカネボウ・トリニティ・ホールディングス株式会社の発足から始まり、2007年にクラシエホールディングス株式会社に商号変更。2023年10月に傘下の事業子会社を吸収合併して事業会社化され、2007年の社名変更時からコーポレート商標として用いられていた「クラシエ」が商号を兼ねることとなった。
みどり会の会員企業であり三和グループに属している。

## 概要

### カネボウからの営業譲受
多額の債務超過で経営危機に陥った旧カネボウ株式会社（現：トリニティ・インベストメント株式会社）の事業のうち、日用品、医薬品、食品事業を継承した会社である。2006年5月1日にカネボウ株式会社から営業を譲受し、カネボウ・トリニティ・ホールディングス株式会社を統括会社とする新カネボウグループ（現：クラシエグループ）としてスタートを切った。このときの営業譲渡に反発した旧カネボウ株式会社の株主500名以上が集団で反対株主の株式買取請求権を行使して東京地方裁判所に申立てを行い、これを受けた東京地裁は、2008年、カネボウ株式会社側が提示した価格である162円の倍以上の360円を決定した事件は著名、その後頻発する同種事件の先駆けとなった。
なお、旧カネボウ株式会社とカネボウ・トリニティ・ホールディングス株式会社には資本関係はなく、完全に独立した別会社である。また、旧カネボウの主力事業だった化粧品事業については花王株式会社子会社となった株式会社カネボウ化粧品に譲渡され、「カネボウ」の商標権も同社に譲渡されている。

### クラシエホールディングスへの社名変更
2007年7月1日、カネボウの事業を承継していたカネボウ・トリニティ・ホールディングス株式会社が、クラシエホールディングス株式会社に商号変更した。同時に、カネボウホームプロダクツ株式会社、カネボウフーズ株式会社、カネボウ製薬株式会社、カネボウ薬品株式会社の各社が、クラシエホームプロダクツ株式会社、クラシエフーズ株式会社、クラシエ製薬株式会社、クラシエ薬品株式会社へ、それぞれ商号変更した。またサウンドロゴも導入された。当初は「Kaneboは、Kracieへ。」と表記されていた。「カネボウ」の商標使用期限が2008年2月に切れ、「ナイーブ」の新CM放映が開始された同年2月22日から「Kracie」のみの表記に、コーポレートスローガンが導入された2008年10月からは「たいせつなこと。Kracie」の表記に、コーポレートスローガンが改定された2020年1月からは「夢中になれる明日 Kracie」の表記となっている。また、2008年10月のコーポレートスローガン導入に伴うサウンドロゴの変更に伴い、当初は導入されていなかったクラシエフーズのCM（一部を除く）にも、サウンドロゴが導入された。
なお、旧カネボウ株式会社は2007年6月30日をもって解散した。以後は海岸ベルマネジメント株式会社に社名変更して清算業務だけを行っていたが、2008年11月11日付でトリニティ・インベストメント株式会社に合併され、カネボウの法人格は完全に消滅した。

### ホーユーによる買収
2009年9月18日、非上場企業で染毛剤の国内最大手メーカーであるホーユー株式会社（本社：名古屋市東区）が、クラシエの株式を保有するファンド3社からクラシエホールディングス株式会社の株式の60%を約100億円で取得し、買収する事で合意に達し（9月24日発表）、9月30日に株式60%の他、有利子負債約150億円を取得してクラシエグループを傘下に収めた。
また、残り40%の株式も2012年3月30日に取得し、100%完全子会社化した。

### ホーユーとの兄弟会社体制へ移行
2018年8月31日に、ホーユー株式会社が保有していた全株式を、2014年5月1日にホーユー株式会社の親会社（純粋持株会社）として設立された朋友ホールディングス株式会社へ移管されて同社の100%子会社となり、ホーユー株式会社とは兄弟会社の関係となった。

### グループ再編による事業会社化
2023年10月1日に、クラシエホールディングス株式会社が傘下のクラシエホームプロダクツ株式会社、クラシエ製薬株式会社、クラシエフーズ株式会社の3社を吸収合併して事業会社化され、クラシエホールディングス株式会社はクラシエ株式会社に商号変更された。合併に伴い、各事業会社のスタッフ部門を既存のコーポレート機能に集約するとともに、「ホームプロダクツカンパニー」、「薬品カンパニー」、「フーズカンパニー」の3つの事業カンパニーを立ち上げ、それぞれの事業カンパニーに研究開発、生産・SCM、品質保証の各部門に機能統括本部を置く体制となった。

## 主要会社
- クラシエ株式会社 - 旧カネボウのコーポレート部門の受け皿会社（旧クラシエホールディングス株式会社）
  - クラシエホームプロダクツ販売株式会社 - 旧カネボウの元子会社（旧カネボウホームプロダクツ販売株式会社）
  - クラシエ薬品株式会社 - 旧カネボウの元子会社（旧カネボウ薬品株式会社）
  - クラシエフーズ販売株式会社 - 旧カネボウの元子会社（旧カネボウフーズ販売株式会社）

## 社名の由来
現在の商号及びコーポレート商標である「Kracie（クラシエ）」は、「四季の変化や日々の生活の中で、当社グループ製品を通じてお客様の心を晴れにする。そんな健やかで、快適な楽しい“暮らしへ”」という願いを込めて命名されたものである。

## コーポレートスローガン
※ここではカネボウ時代も合わせて記述する。
- 繊維製品から化粧品まで 世界でただひとつ 総合の美をつくるカネボウ（1961年 - 1968年）
- 品質を誇る世界の衣粧美メーカーカネボウ（1969年）
- 世界のファッションをリードする品質のカネボウ（1970年 - 1972年）
- 美しきヒューマンライフをめざすカネボウ（1973年 - 1989年）[注釈 2]
- For Beautiful Human Life（1972年 - 2000年）[注釈 3]
- 感謝をこめて、100周年（1987年）[注釈 4]
- 芸術化産業をめざすKanebo（1990年 - 2000年）
- Kanebo The Lifestyle Company（2001年 - 2004年）
- Kaneboは、Kracieへ。（2007年）
- 暮らしへ、Kracie。（2007年 - 2008年）
- たいせつなこと、Kracie（2008年 - 2019年）
- 夢中になれる明日 Kracie（2020年 - ）

## 沿革

### カネボウ時代
- 1887年5月6日 - 東京綿商社として東京府南葛飾郡隅田村字鐘ヶ淵（現在の東京都墨田区墨田）に設立。
- 1888年 - 有限責任鐘淵紡績会社に社名変更。
- 1893年 - 鐘淵紡績株式会社に社名変更。
- 1894年 - 鐘マークを商標登録。
- 1896年 - 兵庫県神戸市東尻池（現在の兵庫区御崎町）に兵庫工場を設置。主力工場となり、事実上の本部となる。
- 1899年 - 上海紡績・大阪柴島紡績・河洲紡績を合併。同業他社との合併により、戦前にかけて日本最大の企業として成長する。
- 1903年 - 日本初の社内報創刊。
- 1905年 - 鐘紡共済組合を設立。織布部門進出。
- 1907年 - 鐘紡兵庫工場付属診療所が完成（現在の神戸百年記念病院）。
- 1908年 - 外資借入に成功。絹糸部門進出。
- 1919年 - 上海に工場開設。
- 1921年 - 製糸部門進出。
- 1923年 - 兵庫に無料診療所設置（後の鐘紡病院）。関東大震災で本店工場が被害を受ける。本部を兵庫工場へ移転。
- 1928年 - 南米での事業化に向け、南米拓殖を設立。
- 1930年 - 労働争議起こる。
- 1931年 - 鐘紡サービス設立。
- 1934年 - 鐘紡武藤理化学研究所開設。
- 1936年 - 『鐘紡絹石鹸』発売（後の化粧品事業・ホームプロダクツ事業の源泉）。
- 1938年 - 鐘淵実業株式会社を設立（諸事業の拡充）。
- 1939年 - 日本初の合成繊維『カネビヤン』ビニロン製法発明。
- 1944年 - 鐘淵実業を合併し、鐘淵工業株式会社に社名変更。
- 1945年 - 戦災で国内外の事業場の大半を喪失。本部を兵庫支店から大阪支店に移転。
- 1946年 - 鐘淵紡績株式会社に社名復帰。全鐘紡野球部が復活。
- 1947年 - 3S運動提唱。新しく社章・社旗・社歌を制定。
- 1949年 - 工場内の精紡糸つぎ作業にローラースケートを導入。企業再建計画の認可に基づき非繊維事業を分離し鐘淵化学工業（現：カネカ）を設立。
- 1950年 - 全鐘紡野球部が戦後初の優勝を遂げる。
- 1955年 - ブラジルに進出し、鐘紡ブラジルを設立。
- 1957年 - 鐘紡技術学校を高砂工場内に創設。
- 1958年 - 総合研究所設立。
- 1960年 - 「総合美宣言」。
- 1961年 - 鐘淵化学工業より化粧品事業を譲受、復帰（現：カネボウ化粧品）。
- 1963年 - ナイロン事業進出（防府ナイロン工場開場）。
- 1964年 - ハリスを合併し、食品事業に進出（現：クラシエフーズ）。
- 1965年 - 立花製菓を合併。
- 1966年 - 山城製薬の経営権を譲り受け、薬品事業に進出。
- 1969年 - 中央研究所設立。合成皮革の製造開始。化粧品・小田原工場始動。ポリエステル長繊維事業進出（防府工場）。
- 1970年 - 「ファッション産業宣言」。アクリル事業進出。新日本紡績の紡績事業を継承。
- 1971年 - 中滝製薬の経営権を譲り受ける。鐘紡株式会社に社名変更。鐘淵化学工業より「絹石鹸」等で知られる日用品事業を譲受、復帰。それに伴い、カネボウ石鹸販売（後のカネボウホームプロダクツ、現：クラシエホームプロダクツ）、カネボウ石鹸製造を設立。鐘紡合成化学、カネボウエンジニアリング、カネボウスチーブンスを設立。和泉製菓を合併。
- 1972年 - 渡辺製菓を合併。カネボウ薬品販売を設立（現：クラシエ薬品）。北陸合繊工場でポリエステル長繊維生産開始。
- 1973年 - 出雲織布を合併。
- 1974年 - カネボウヤマシロ製薬、カネボウ中滝製薬を合併。
- 1975年 - カネボウブティックを設立。
- 1976年 - 横浜市に教育センター開設。漢方研究所設立。
- 1977年 - カネボウ食品が鐘紡から生産・研究部門を譲り受け、生産・販売・研究一体の総合食品会社となる。
- 1978年 - カネボウファッション研究所を設立。
- 1979年 - 化粧品をイギリス・ハロッズ百貨店で販売開始（欧州初進出）。
- 1980年 - 「女性の時代宣言」（レディ80）。
- 1981年 - カネボウ化粧品を合併、化粧品本部となる。
- 1982年 - カネボウホームプロダクツを合併、ホームプロダクツ本部となる。淀川工場、長浜へ移転（跡地はベルパークとして再開発）。ベルフーズ設立（カネボウ食品の食品事業を分離）。
- 1983年 - カネボウ硝子繊維を合併。
- 1984年 - 『レディ80 BIOリップスティック』発売、爆発的大ヒット。貴賓室を都島に復元。
- 1985年 - 三菱電機との合弁でカネボウ電子を設立。
- 1986年 - カネボウ食品を合併、食品本部となる。鐘紡繊維美術館開館。
- 1987年 - 創立100周年を迎える。
- 1988年 - 社史「鐘紡百年史」を発行。
- 1990年 - 「芸術化産業宣言」。鐘紡記念病院が改築竣工。
- 1992年 - 化粧品マーケティングルネッサンスを発表。落ちない口紅『テスティモ』発売。
- 1993年 - 食品本部を分社、ベルフーズと合併しカネボウフーズを設立。
- 1994年 - カネボウストッキングを設立（鳥取工場を分社化）。カネボウコスメットを設立。
- 1995年 - 本部を大阪市都島区から東京都港区に移転。カネボウアグリテックを設立（椎茸事業を分社化）。
- 1996年 - 綿・羊毛・合繊の各事業を子会社のカネボウ綿糸（後のカネボウ繊維）・カネボウウール（後のカネボウ繊維）・カネボウ戸出（後のカネボウ合繊）に営業譲渡。
- 1997年 - カネボウウールがカネボウテキスタイルを合併し、カネボウ繊維に社名変更。リサージを設立（化粧品事業の一部を分社化）。
- 1998年 - カネボウシルクエレガンスを合併、シルク営業部となる。
- 1999年 - 医療用医薬品事業の一部を日本オルガノン（現：MSD）に譲渡。化成品事業をソフト99コーポレーションの子会社・アイオンに譲渡。
- 2000年 - 情報システム事業をキスコソリューション（現：電通国際情報サービス）に譲渡。株式市場における業種が繊維から化学に変更される。
- 2001年 - カネボウ株式会社に社名変更。
- 2003年 - アクリル事業を撤収。
- 2004年 - 化粧品事業をカネボウ化粧品に譲渡。産業再生機構入り以前の旧経営陣による粉飾決算疑惑や不採算事業の譲渡・清算が加速し始める。ビューティケア研究所設立。
- 2005年 - 繊維事業をKBセーレンなどに譲渡。これにより創業以来の主力事業だった繊維事業から撤退。東京証券取引所におけるカネボウ株式が上場廃止。粉飾決算を指南した中央青山監査法人への家宅捜索が行われる。
- 2006年
  - 1月31日 - カネボウ第2位の株主である産業再生機構保有の株式（32.11%、議決権で33.53%）全部が、スポンサー3社が運営するファンドが出資する受皿会社・トリニティ・インベストメントに譲渡される。
  - 2月16日 - カネボウ臨時株主総会にてファンド連合3社選任の取締役の就任を決議（会長の中嶋章義以外は、すべてファンド連合出身者で占められる）。
  - 2月21日
    - カネボウが保有するカネボウ化粧品の株式全部を花王に譲渡、カネボウ化粧品が保有するカネボウの株式全部（議決権の39.82%）をトリニティ・インベストメントに譲渡（議決権の73.35%に）。株式の相互持合いが解消され、互いに独立する。
    - 同時に、トリニティ・インベストメントがカネボウの既存株主に対してTOBを開始。上場廃止前の360円を大幅に下回る1株162円というTOB価格に多くの株主から反発が寄せられる。

  - 3月 - TOBによりトリニティ・インベストメントがカネボウ株式を取得（議決権の約85%に）。
  - 4月12日 - トリニティ・パートナーズがカネボウ・トリニティ・ホールディングスに商号変更。
  - 5月1日
    - カネボウのホームプロダクツ事業および製薬事業を、ファンドが設立した2社・カネボウホームプロダクツとカネボウ製薬に事業譲渡。
    - カネボウが保有するカネボウフーズの株式を、ファンドとカネボウ・トリニティ・ホールディングスに譲渡。

  - 6月28日 トリニティ・インベストメントのTOB価格に反対する株主らにより、東京地方裁判所に買取価格決定の提訴が行われる。
    - カネボウのコーポレートスタッフ部門を、カネボウ・トリニティ・ホールディングスに事業譲渡。

  - 12月27日 - 公表された2007年3月期中間決算において、営業譲渡債権の貸倒引当金を計上し、債務超過に転落したことが明らかとなった。

### クラシエ時代
- 2007年
  - 7月1日
    - カネボウ・トリニティ・ホールディングス株式会社が、クラシエホールディングス株式会社に社名変更。同時に、カネボウホームプロダクツ・カネボウフーズ・カネボウ製薬・カネボウ薬品が、それぞれクラシエホームプロダクツ・クラシエフーズ・クラシエ製薬・クラシエ薬品へ社名変更。
    - カネボウ株式会社が、清算法人となり、海岸ベルマネジメント株式会社に社名変更。
    - 社名変更に伴い商品パッケージの一部を変更。商品に表記されていた「Kanebo」マークが「Kracie」マークに変更され、新ブランドの「カンポウ専科」のロゴマークには旧カネボウの字体をアレンジしたものが採用された（「カネボウ」→「カンポウ専科」）。また、鐘マークと「Kanebo」の組み合わせを鐘マークと「1887」（事実上の前身であるカネボウが1887年に設立されたことにちなんで、120周年を迎える）に変更[注釈 5]。
    - 初代コーポレートスローガン「暮らしへ、Kracie」を制定。
- 2008年
  - 3月14日 - 東京地方裁判所により、株式買取価格決定審理の司法判断が下され、旧カネボウ株1株あたり360円と決定された。原告（株主側）、被告（旧カネボウ、トリニティ・インベストメント側）ともに東京高裁に控訴したが、棄却される。
  - 10月1日 - 新コーポレートスローガン「たいせつなこと。Kracie」を制定。「くらしえほん」キャンペーン開始。
  - 11月11日 - 海岸ベルマネジメント（旧カネボウ）は、トリニティ・インベストメントに吸収合併され、会社消滅する。金銭交付による吸収合併であったため、海岸ベルマネジメント（旧カネボウ）の株主には、トリニティ・インベストメントの株式は交付されず、いずれの会社の株主でもなくなる。
- 2009年
  - 6月23日 - クラシエの株式を持つファンド3社が、同社の株式売却先として、入札による優先交渉権を得たホーユーと交渉していることが判明。
  - 7月10日 - トリニティ・インベストメントが、海岸ベルマネジメント（旧カネボウ）の元株主に1株当たり130円の合併金銭交付金を支払う。
  - 9月24日 - ホーユーがクラシエホールディングスを買収することでファンドと合意したと発表。
- 2012年3月30日 - ホーユーが株式40%を追加取得し、クラシエホールディングスを完全子会社化したと発表。
- 2014年3月28日 - ホーユー社長の水野真紀夫が会長に、中嶋章義会長は同社顧問となる。
- 2015年10月7日 - 同年7月8日に重要文化財に指定された「旧新町紡績所 新町工場」が、史跡名勝天然記念物の史跡に指定される[6]。
- 2018年8月31日 - 朋友グループの再編に伴う株式譲渡により、朋友ホールディングスの完全子会社となったことを発表[4]。
- 2020年1月 - 新コーポレートスローガン「夢中になれる明日 Kracie」を制定[7]。
- 2023年
  - 10月1日 - 事業子会社のクラシエホームプロダクツ、クラシエ製薬、クラシエフーズを吸収合併、クラシエ株式会社へ社名変更して事業会社化する[8]。
  - 10月6日 - ソフトキャンディ『イナズマぷちっと』をセブン-イレブンで先行発売[9]。事業再編後初の新製品となる。
  - 10月16日 - 『おくすりパクッとねるねる』を発売。旧カネボウフーズからのロングセラーである『ねるねるねるね』 から派生した服薬補助食品である[10]。
  - 10月18日 - サブスクリプションサービス『Fun to me』を専用ECサイトを通じてサービス開始[11]。

## 製品
ホームプロダクツカンパニーに属するトイレタリー品はクラシエホームプロダクツ#製品一覧を、薬品カンパニーに属する医薬品などはクラシエ薬品#製品を、フーズカンパニーが属する食品はクラシエフーズ#製品をそれぞれ参照。

## 事業場
- 本社 - 東京都港区海岸3-20-20 ヨコソーレインボータワー3階
カネボウの各事業の受け皿会社となったクラシエグループの各社は、設立時は、スポンサーであるユニゾン・キャピタルの所在地である「東京都千代田区紀尾井町4-5」を本社所在地としていたが、カネボウから事業を譲り受けた時点で、カネボウの本社だった「東京都港区海岸3-20-20」のヨコソーレインボータワーに移転している[注釈 6]。なおカネボウの商標を引き継いだカネボウ化粧品は、2004年10月に「東京都港区虎ノ門5-11-1」のオランダヒルズ森タワーに本社を移転している。

### 工場
工場名後のアルファベットは製造品目が属する事業カンパニーを指す（H:ホームプロダクツカンパニー、P:薬品カンパニー、F:フーズカンパニー）
なお、2023年5月31日に、現在の福知山工場と高槻第一工場の生産機能及びこれらに付随する機能を京都府長田野工業団地内に建設予定の京都工場へ移転・集約し、2026年に本稼働する予定であることを発表している。 
- 新町工場(F) - 群馬県高崎市新町2330
- 高岡工場(P) - 富山県高岡市鐘紡町3-1
- 津島工場(H) - 愛知県愛西市大野山町狐穴29
- 福知山工場(F) - 京都府福知山市字篠尾137-2
- 高槻第一工場(F) - 大阪府高槻市梶原6-20-1
- 高槻第二工場(P) - 大阪府高槻市萩之庄3-1-3

## テレビ番組
- 日経スペシャル カンブリア宮殿 旧カネボウ破綻から19年 "余り物"が復活できた理由（2023年3月16日、テレビ東京）- クラシエホールディングス社長執行役員 岩倉昌弘出演[13]。

## 提供番組

### テレビ
現在
- めざまし8（フジテレビ系列）
- 千鳥の鬼レンチャン（フジテレビ系列）

過去
- カネボウヒューマンスペシャル（日本テレビ系列、一社提供）
- FAN→FUN（日本テレビ系列、一社提供）
- カネボウ木曜劇場（TBS系列、一社提供）
- ニンゲン観察バラエティ モニタリング（TBS系列）
- 情報プレゼンター とくダネ!（フジテレビ系列）
- 痛快TV スカッとジャパン（フジテレビ系列）
- ボクらの時代（フジテレビ系列）
- 突然ですが占ってもいいですか?（フジテレビ系列）
- 幸せ!ボンビーガール（日本テレビ系列）

### ラジオ
- 五木寛之の夜（TBSラジオ）